# Jordi Magrià i Vilardebò
Jordi Magrià i Vilardebò (Barcelona, 16 de febrer de 1960). És un il·lustrador català i activista, conegut pels seus dibuixos a bolígraf. A les xarxes se'l coneix com a Bicman. Ha viscut a Barcelona, Castelldefels i actualment a Sant Cugat del Vallès.

## Biografia
Jordi Magrià i Vilardebò va néixer el 16 de febrer de 1960 a Barcelona, fill de Jordi Magrià Deulofeu i Pilar Vilardebò Vidiella. La seva formació va començar a la Salle Bonanova, on va romandre fins a l'any 1979.
CursaInicia estudis d'enginyeria de telecomunicacions fins a segon, però decideix interrompre'ls per complir el servei militar a la base militar d'Aitana: "Eva-5", en la branca d'aviació. Després de la mili, abandona els estudis de telecomunicacions i s'inscriu en el curs de disseny industrial a l'Escola Elisava.
Treballa a Airgam, (Magria llegit a l'inrevés), fundada pel seu pare i l'oncle Josep Magrià, coneguda per les icòniques joguines: Airgamboys, entre molts altres. Aprèn a utilitzar l'aerògraf com a eina d'il·lustració de la mà del dibuixant de l'empresa, Luís Muñoz.
L'any 1986, l'empresa familiar fa suspensió de pagament, i Jordi aconsegueix un lloc de treball a Chupa Chups. Després d'aquesta experiència, decideix aventurar-se com a freelance, col·laborant amb destacades empreses de disseny
A més del seu treball com a il·lustrador, Magrià es un apassionat de la filmació i el muntatge de vídeos, i aquesta afició es converteix en part integrant de la seva feina, fent vídeos per encàrrec, com a making-of per sessions de fotografies, i vídeos per a institucions com la Generalitat de Catalunya i la Diputació de Barcelona. També contribueix amb vídeos per a diverses editorials durant la transició cap a l'ús de tablets i ordinadors a les escoles.

## Obra

### Retrats
Fa els retrats a bolígraf dels quatre primers independentistes empresonats, Jordi Cuixart, Jordi Sánchez, Oriol Junqueras i Quim Forn. A partir d'aquell moment, la seva obra va guanyar popularitat.
Juny de 2018 inaugura una exposició al Memorial 1714 amb els retrats del presos, exiliats i represaliats pel 1 d'octubre. L'exposició té molt bona acullida i cada dues semanes s'exposa en una població catalana, fins a 56 indrets en dos anys. També a Brussel·les i a Alacant.
Un dels seus dibuixos més icònics és el retrat del president de la Generalitat, Carles Puigdemont. Aquesta imatge a presidit la plaça d'Amer durant 4 anys, amb un domàs de 6x6 metres.També es va utilitzar com a representació visual del partit polític Junts per Catalunya en les paperetes de les eleccions al Parlament Europeu fora de Catalunya. Aquesta decisió va cridar l'atenció del públic i dels mitjans de comunicació, fins al punt que Magrià va ser convidat a TV3 per explicar aquest fet insòlit i la seva perspectiva artística que va esdevenir part integrant del context polític.
El dia 4 de setembre de 2021 inaugura l'exposició "Homenatge a Lluís Llach" amb il·lustracions inspiradas en les cançons del cantautor i presentada per la lloll Bertran i Celdoni Fonoll.

### Llibres

###### "Homenatge a Lluís Llach"
Com a complement de les seves exposicions, Jordi Magrià i Vilardebò va decidir capturar l'essència de l'exposició "Homenatge a Lluís Llach" en un llibre autoeditat. A cada pàgina d'aquest llibre, els lectors poden veure els dibuixos inspirats en cada una de les cançons, llegir la lletra i escoltar en Lluís Llach mitxançan els codis QR de cada una de les pàgines, fusionant d'aquesta manera tres arts diferents. La presentació va se el dia 16 de novembre de 2021, presentada per el conseller Jordi Turull.

###### "La força de la gent"
Amb el seu segon llibre, "La força de la gent", Jordi Magrià profunditza en el món de l'independentisme. En aquesta obra, Magrià retrata i destaca la tasca d'activistes provinents del món de la fotografia, la literatura, la música, actors, còmics i dibuixants, tots units pel seu compromís compartit amb el país.
Continuant amb la seva innovadora utilització dels codis QR, Magrià incorpora vídeos realitzats per ell mateix al llibre, mostrant tota la feina feta des de la base, des de la gent del carrer. Aquests vídeos presenten imatges capturades pels fotògrafs que surten en el llibre, dibuixos elaborats pels dibuixants destacats, així com gravacions pròpies en diverses manifestacions i actes reivindicatius.